# Rudi Arndt

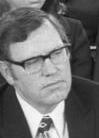
Rudi Arndt, als Oberbürgermeister (1972)

Rudi Arndt (* 1. März 1927 in Wiesbaden; † 14. Mai 2004 in der Nähe von Kiew, Ukraine) war ein deutscher Politiker der SPD. Er war von 1956 bis 1972 Mitglied des Hessischen Landtags und dort von 1961 bis 1964 Vorsitzender der SPD-Fraktion, von 1964 bis 1970 Wirtschaftsminister und von 1970 bis 1972 Finanzminister des Landes Hessen. Von 1972 bis 1977 war er Oberbürgermeister der Stadt Frankfurt am Main. Arndt war von 1979 bis 1989 Mitglied des Europäischen Parlaments und dort von 1984 bis 1989 Vorsitzender der Sozialistischen Fraktion.

## Familie
Rudi Arndt stammt aus einer sozialdemokratischen Familie. Sein Vater Konrad Arndt (1899–1940) war Gewerkschaftssekretär. Er war eine Weile im KZ Sachsenhausen inhaftiert (siehe auch „Schutzhaft“), dort auch gefoltert worden, kam 1938 frei und ließ sich 1939 einberufen, um dem Verfolgungsdruck der Gestapo Wiesbaden zu entgehen. Konrad Arndt starb am 13. November 1940 angeblich bei einem Autounfall unter mysteriösen Umständen; es gibt starke Indizien, dass er von SS-Leuten ermordet wurde. Seine Mutter Anna Babette (Betty) Arndt, geb. Stunz, (1899–1984) war ebenfalls Sozialdemokratin und Kommunalpolitikerin in Frankfurt am Main. Deren Schwester wurde ebenfalls 1940 durch die Nationalsozialisten ermordet.
Rudi hatte einen älteren Bruder namens Günter. Dieser wurde 1942 nach NS-Regime-kritischen Äußerungen von einer Lehrerbildungsanstalt verwiesen, zum Kriegsdienst eingezogen und an die Ostfront kommandiert (er kehrte 1949 aus sowjetischer Kriegsgefangenschaft zurück).
Arndt war dreimal verheiratet. Aus der ersten Ehe stammte ein Sohn.

## Zeit des Nationalsozialismus
Am 3. März 1944 beantragte Arndt die Aufnahme in die NSDAP und wurde zum 20. April desselben Jahres aufgenommen (Mitgliedsnummer 10.163.291). Der Historiker Hans-Peter Klausch, der 2011 im Auftrag der Fraktion Die Linke im Hessischen Landtag eine Studie zu den NSDAP-Mitgliedschaften der hessischen Landtagsabgeordneten veröffentlichte, warnt allerdings vor pauschalen Urteilen. Viele, wie der seinerzeit 17-jährige Arndt, seien „in jugendlicher Verblendung nach jahrelanger Indoktrination“ eingetreten und hätten später einen „Gesinnungswandel“ vollzogen. In den letzten Tagen des NS-Regimes war er außerdem noch niedrigrangiger HJ-Führer und Flakhelfer.

## Leben und Beruf
Nach einem „Not-“ bzw. „Kriegsabitur“ an der Frankfurter Helmholtzschule und dem nachgeholten regulären Abitur an der Liebigschule studierte Arndt Rechtswissenschaften an der Johann Wolfgang Goethe-Universität Frankfurt am Main. 1952 legte er das Erste, 1960 (zu dieser Zeit schon als Landtagsabgeordneter) das Zweite juristische Staatsexamen ab. Von 1953 bis zu seiner Wahl in den Landtag 1956 arbeitete er hauptamtlich als Referent für Jugendrecht und Bundesjugendplan im hessischen Innenministerium.
Neben seiner politischen Tätigkeit verfügte er über eine Zulassung als Rechtsanwalt. Nach seiner Abwahl als Oberbürgermeister 1977 arbeitete er als Anwalt. In seiner Freizeit fuhr er Rallye.
Seit 1989 im Ruhestand, arbeitete Arndt nach dem Fall der Mauer bzw. der Wiedervereinigung als „Mann für alle Fälle, Plakatkleber, Ratgeber, Material- und Geldbeschaffer“ ehrenamtlich für den SPD-Landesverband in Thüringen.
Er starb unerwartet im Mai 2004 während einer Flussfahrt auf dem Dnepr nahe Kiew.

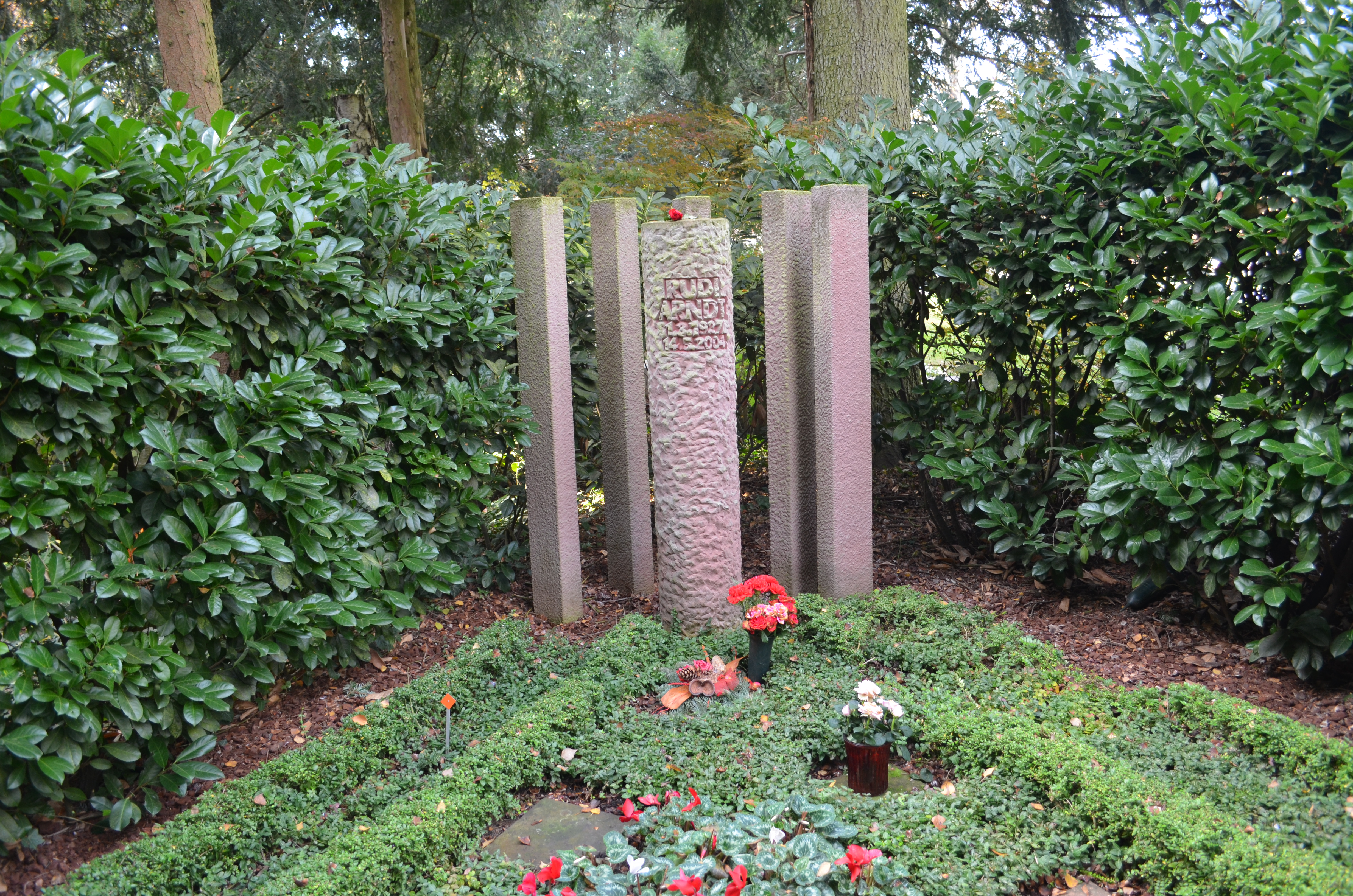
Arndts Grab auf dem Frankfurter Hauptfriedhof

## Partei
Arndt trat 1945 der SPD bei und gehörte dem linken Flügel der hessischen SPD an. Er war von 1948 bis 1954 Vorsitzender der Sozialistischen Jugend und von 1962 bis 1975 stellvertretender Bezirksvorsitzender der SPD Hessen-Süd. Auf dem Bezirksparteitag in Büdingen im April 1967 kam es zu einer Kampfabstimmung zwischen Arndt und Albert Osswald um den Bezirksvorsitz, den Osswald klar für sich entschied. Diese Abstimmung war eine Vorentscheidung bezüglich der zwei Jahre später erfolgenden Frage der Nachfolge Zinns als Ministerpräsident. 1975 wurde Arndt Nachfolger von Albert Osswald als Bezirksvorsitzender. 1980 schied er als Bezirksvorsitzender aus. Arndt war langjähriges Vorstandsmitglied der SPD Hessen und wurde im April 1973 in den Bundesvorstand der SPD gewählt, dem er bis Dezember 1979 angehörte. Im April 1987 trat er aus Protest gegen die Zusammenarbeit mit den Grünen aus dem Landesvorstand zurück. Auf Bitte von Holger Börner hatte er mit diesem Schritt bis nach der Landtagswahl in Hessen 1987 gewartet.
Nach dem Fall der Mauer baute er ab 1989 die thüringische SPD mit auf und war ehrenamtlicher Landesgeschäftsführer.

## Abgeordneter
1952 bis 1956 war Arndt als Stadtverordneter in Frankfurt am Main tätig. Nach dem Tod von Walter Kolb rückte der 29-jährige Arndt am 25. September 1956 in den Hessischen Landtag nach. Diesem gehörte er bis 1972 an, von 1961 bis 1964 war er dort Vorsitzender der SPD-Fraktion. Er trat im Wahlkreis Frankfurt-Westliche Vororte an und war jeweils über die SPD-Landesliste abgesichert. Bei der Landtagswahl in Hessen 1958 kandidierte er auf Platz zwölf der Liste, 1962 auf Platz zwei.
Von 1979 bis 1989 war er Mitglied des Europäischen Parlaments, wo er von 1984 bis 1989 Vorsitzender der größten Fraktion, der Sozialdemokratischen Fraktion (SPE) war.
Er war Mitglied der 3., 4., 6., 7. und 8. Bundesversammlung.

## Öffentliche Ämter
Nach dem Ausscheiden von Wilhelm Conrad wurde Arndt 1964 als Wirtschafts- und Verkehrsminister in das Kabinett Zinn IV berufen. Nach dem Rücktritt von Georg August Zinn als Ministerpräsident war Arndt innerparteilich einer der Kandidaten für die Nachfolge, konnte sich aber nicht durchsetzen und Albert Osswald wurde Ministerpräsident. Auch unter Albert Osswald blieb Arndt bis 1970 Wirtschaftsminister der hessischen Landesregierung. Im Kabinett Osswald II wurde er Dezember 1970 hessischer Finanzminister.
Nachdem er bereits am 16. Dezember 1971 als Nachfolger des verstorbenen Walter Möller zum Oberbürgermeister von Frankfurt am Main gewählt wurde, trat er am 6. April 1972 sein Amt an, das er bis 1977 ausübte.
Als Oberbürgermeister von Frankfurt war er auch verantwortlich für die Baupolitik und damit betroffen vom Häuserkampf, den Bürgerinitiativen und Studenten um die Erhaltung von bedrohtem Wohnraum im Frankfurter Westend führten. Seiner 1965 geäußerten Idee, die bei den Luftangriffen auf Frankfurt am Main zerbombte Alte Oper nicht wieder aufzubauen, sondern sprengen zu lassen, verdankte er den Spitznamen Dynamit-Rudi. Arndt erklärte später, die Sprengung nie ernsthaft vorgeschlagen zu haben. 1972 taufte Arndt das 14. im Zoo Frankfurt geborene Flusspferd auf den Namen Dynamit.
Er nahm die Parteispenden entgegen, die als Spendenaffäre der Frankfurter SPD durch Teile der Medien und der Opposition kritisiert wurden.
Bei den Kommunalwahlen am 20. März 1977 gelang der CDU Hessen ein Erdrutschsieg. Bundesweite Beachtung fand vor allem die absolute Mehrheit der Union im Römer. In der Folge wurde Walter Wallmann (CDU) Oberbürgermeister und Arndt wurde Oppositionsführer im Stadtparlament.